# 레드 데드 리뎀션 2
《레드 데드 리뎀션 2》(Red Dead Redemption 2)는 록스타 게임스의 오픈월드, 액션 어드벤처 게임이다. 플레이스테이션 4, 엑스박스 원으로 2018년 10월 먼저 출시되었으며, 2019년 11월 마이크로소프트 윈도우로 후출시되었다. 본작은 레드 데드 시리즈의 세 번째 작품으로 2010년 게임 《레드 데드 리뎀션》의 프리퀄이다. 시대적 배경은 1899년, 무대는 미국의 서부, 중부, 남부다. 주인공인 무법자 아서 모건은, 반 더 린드 갱단의 일원이다. 아서는 기울어가는 서부시대에 정부세력, 다른 갱단, 이외 여러 적대세력을 맞서서 싸워 목숨을 부지해 나간다. 대체상으로 《레드 데드 리뎀션》의 주인공이 되는 존 마스턴도 역시 등장한다.
게임플레이에서 본작은 일인칭시점과 삼인칭시점을 같이 지원한다. 또한 플레이어는 때에 따라 다르지만 오픈 월드를 무제약으로 돌아다니며 상호작용을 할 수 있다. 총싸움, 강도질, 사냥, 승마, NPC와의 상호작용이 주된 플레이 요소며 주인공의 도덕적 결정이나 행동에 따라 명예율을 셈하는 시스템이 존재한다. 또한 《그랜드 테프트 오토》 프렌차이즈의 "수배(wanted)" 시스템과 유사하게 현상금 시스템이라는 것이 있어, 플레이어가 저지른 범죄에 따라 현상금 사냥꾼이나 보안관이 제재를 가하게끔 되어 있다. 본작의 온라인 멀티플레이 모드인 《레드 데드 온라인》은 2018년 11월 베타로 출시되었으며, 2019년 5월 정식 출시되었다.
게임의 개발 방면에서 본작은 《레드 데드 리뎀션》의 출시 직후부터 시작되었으며 전세계에 깔린 록스타 스튜디오의 전 지부를 동원하였다. 또한 게임의 등장인물이며 세계에 있어서는 당대를 정확히 반영함을 중시하였던지라 영화나 예술작품에서보다 실재한 장소에서 더 많은 영향을 받았다 한다. 록스타에게 본작은 콘솔용으로서만 집중개발한 첫 작이기도 하다. 사운드트랙은 우디 잭슨의 작곡이며 구음이 들어간 곡의 일부는 다니엘 라누아가 프로듀싱했다.
평가 방면에서는 호평이었다. 이야기, 등장인물, 오픈 월드, 그래픽, 높은 수준의 자세함에 특히 그러했다. 예술로서의 비디오 게임의 예시로서도 평가되고 있으며, 올해의 게임상 같은 여러 연종 게임상에서도 수상하였다. 지금까지의 총매량은 2,650만 장이다.

## 평가
| 평가 |                                        |
| --- | -------------------------------------- |
| 통합 점수 통합사 점수 메타크리틱 (PS4) 97/100 [ 1 ] (XONE) 97/100 [ 2 ] (PC) 93/100 [ 3 ] 평론 점수 평론사 점수 디스트럭토이드 9.5/10 [ 4 ] [ 5 ] 에지 10/10 [ 6 ] EGM 10/10 [ 7 ] 게임 인포머 10/10 [ 8 ] 게임스팟 9/10 [ 9 ] 게임스레이더+ [ 10 ] 자이언트 밤 [ 11 ] IGN 10/10 [ 12 ] US게이머 [ 13 ] |                                        |
| 통합 점수 |                                        |
| 통합사 | 점수                                   |
| 메타크리틱 | (PS4) 97/100 (XONE) 97/100 (PC) 93/100 |
| 평론 점수 |                                        |
| 평론사 | 점수                                   |
| 디스트럭토이드 | 9.5/10                                 |
| 에지 | 10/10                                  |
| EGM | 10/10                                  |
| 게임 인포머 | 10/10                                  |
| 게임스팟 | 9/10                                   |
| 게임스레이더+ | [ 10 ]                                 |
| 자이언트 밤 | [ 11 ]                                 |
| IGN | 10/10                                  |
| US게이머 | [ 13 ]                                 |